# Аносов, Владимир Иванович
Владимир Иванович Аносов (1921 — ?) — советский химик, лауреат Ленинской премии (1967).

## Биография
Родился в 1921 году в Воронеже, там же окончил школу и поступил в университет.
Участник войны (207 гв. сп 70 гв. сд), 24 января 1943 года получил тяжёлое ранение под Сталинградом и был комиссован. Награждён орденом Отечественной войны I степени (06.04.1985) и медалью «За победу над Германией».
С отличием окончил университет, после чего до 1989 года работал на Ефремовском заводе синтетического каучука в центральной заводской лаборатории в должностях от младшего научного сотрудника до заместителя начальника и начальника (с 1973 г.) ЦЗЛ.
Принимал участие в разработке технологии производства высокомолекулярного полиизобутилена (выпуск начат в 1949 году), изопрена (опытный цех открыт в 1954 году) и бутилкаучука (1957).
Подготовил и в 1960 году защитил кандидатскую диссертацию:
- Низкотемпературная полимеризация изобутилена трехфтористым бором : диссертация … кандидата химических наук : 02.00.00. — Ефремов, 1960. — 146 с. : ил.

За серию работ по созданию 1,4 цис-бутадиенового каучука в 1963 году стал лауреатом премии им. С. В. Лебедева АН СССР.
Ленинская премия 1967 года — за комплекс работ по созданию регулярных каучуков и технологии их промышленного получения.
Награждён орденом Трудового Красного Знамени и нагрудным знаком «Изобретатель СССР».